# Unione Russia-Bielorussia
L'Unione Russia-Bielorussia (in russo Союзное государство?, Sojuznoe gosudarstvo; in bielorusso Саюзная дзяржава?, Sajuznaja dziaržava, "Unione statale") è un'entità sovranazionale ed intergovernativa formata dalla Russia e dalla Bielorussia nata con l'obiettivo dichiarato di fortificare il rapporto tra i due Stati attraverso l'integrazione nella politica economica e di difesa. In origine l'Unione mirava a creare una confederazione; tuttavia, entrambi i Paesi mantengono attualmente la loro indipendenza.

## Creazione

Mappa dell'Unione Statale

La comunità Russia-Bielorussia è stata fondata ufficialmente il 2 aprile 1996. Il nome è stato cambiato in "Unione Russia-Bielorussia" il 2 aprile 1997 con la firma del "Trattato di unione tra Russia e Bielorussia". Numerosi altri accordi sono stati firmati il 25 dicembre 1998 con l'obiettivo di integrare i sistemi politici, economici e sociali dei due paesi.
La natura di questa originale entità politica resta comunque molto vaga. Sotto la pressione degli oppositori politici, che spingevano per l'unificazione dei due paesi, e del presidente bielorusso Aljaksandr Lukašėnka, interessato ad appoggiare la debole economia del suo paese a quella russa, l'allora presidente russo Boris El'cin, l'attuale è Putin, avviò le procedure per la creazione dell'Unione al fine di armonizzare le differenze politiche ed economiche tra i due paesi. Una simile proposta era già stata avanzata dal presidente kazako Nursultan Nazarbayev nel 1994 per la creazione di un'Unione Euro-Asiatica, ma la sua proposta non era mai stata seriamente considerata. Il Trattato di creazione dello Stato dell'Unione di Russia e Bielorussia è stato firmato l'8 dicembre 1999, con l'intenzione di creare una federazione sul modello dell'Unione Sovietica con presidente, parlamento, bandiera, stemma, inno, costituzione, esercito, cittadinanza e moneta comuni. Il trattato è stato ratificato dalla Duma il 22 dicembre 1999 e dall'Assemblea Nazionale Bielorussa il 26 gennaio 2000, data in cui il Trattato e l'Unione sono ufficialmente entrati in vigore.

## Istituzioni e quadro legale
Con la ratifica del Trattato sono state istituite le seguenti istituzioni.:
- Consiglio Supremo di Stato: la più alta autorità dell'Unione, composto dai Presidenti, Primi Ministri e rappresentanti di entrambe le camere dei Parlamenti di entrambi i paesi. Ciascuno stato ha un voto nel Consiglio, a significare che tutte le decisioni devono essere prese all'unanimità.
- Consiglio dei Ministri: composto dai Primi Ministri, Ministri degli Esteri, dell'Economia e delle Finanze di entrambi i paesi e dal Segretario di Stato dell'Unione.
- Parlamento dell'Unione: un Parlamento bicamerale comprendente una Camera dei Rappresentanti, che comprende 75 deputati russi e 28 bielorussi nominati dagli elettori di ciascun paese, e una Camera dell'Unione, con lo stesso numero di deputati (36) di ciascun paese scelti dai rispettivi Parlamenti. Il Parlamento dell'Unione non è mai entrato in funzione.
- Corte dell'Unione: nove giudici in carica per sei anni. Anche quest'organo non è mai stato realizzato.
- Camera di Controllo per la gestione del budget stanziato.

Ciascuno stato mantiene la propria sovranità e rappresentanza estera: Russia e Bielorussia sono quindi ancora responsabili degli affari interni e delle relazioni internazionali. L'Unione non può rappresentare i singoli stati in altri organismi internazionali o imporre loro decisioni legislative, ad eccezione dei casi stabiliti dal Trattato. L'Unione Russia-Bielorussia non è perciò paragonabile all'Unione europea, bensì ad altre confederazioni sovranazionali meno integrate, come l'Unione africana o l'Unione delle nazioni sudamericane.
Pavel Borodin è l'attuale Segretario di Stato dell'Unione. È stato nominato dal Consiglio Supremo di Stato il 26 gennaio 2000 per un mandato di quattro anni. Il mandato è stato rinnovato nel 2004 e nuovamente nel 2008.

## Sviluppi

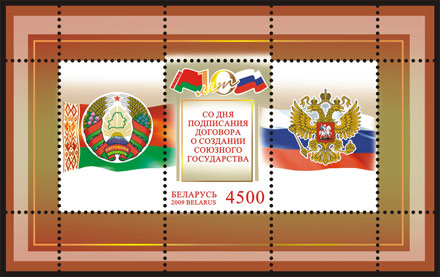
Francobollo celebrativo bielorusso per i dieci anni dell'Unione (2009)

Poco dopo l'inaugurazione dell'Unione, entrambi i paesi membri sembrano aver perso l'entusiasmo iniziale: i controlli doganali sulla frontiera comune sono stati ristabiliti nel 2001, ponendo di fatto fine all'unione commerciale. I progetti per l'unificazione monetaria sono stati anch'essi rimandati più volte.
Gli inni nazionali di entrambi i paesi sono stati mantenuti e non è stato scelto alcun simbolo comune per l'Unione. Una canzone intitolata Unione sovrana delle nazioni (in russo: Державный союз народов; in bielorusso: Дзяржаўны саюз народаў), adattata dall'inno sovietico, è stata comunque proposta come inno ufficiale dell'Unione.

### Moneta comune
Il presidente bielorusso Aljaksandr Lukašėnka ha inizialmente promesso di introdurre la moneta comune entro il 1º gennaio 2004. La promessa non è stata mantenuta e il termine è stato prorogato inizialmente di un anno, poi al 2006, poi di nuovo al 2007. La Banca nazionale della Bielorussia ha poi annunciato che dal 2008 il rublo bielorusso sarebbe stato legato al dollaro statunitense invece che al rublo russo.

### Cittadinanza e immigrazione
Nonostante la mancanza di un'effettiva unione politica, l'Unione Russia-Bielorussia ha una cittadinanza comune: i cittadini russi e bielorussi hanno conservato i passaporti dei rispettivi stati, ma possono lavorare e risiedere in entrambi i paesi senza l'obbligo dei visti previsto per i cittadini stranieri.

### Esercito
Il 10 febbraio 2009 Russia e Bielorussia hanno fatto il primo passo per integrare i programmi di addestramento dei due eserciti. Il collettivo militare è chiamato Gruppo di Forze Regionali di Bielorussia e Russia. L'obiettivo di queste operazioni è garantire la coesione degli addestramenti e il raggiungimento di obiettivi militari comuni ai due paesi.

### Bandiera e stemma

Una delle bandiere proposte.

Dalla fondazione dell'Unione nel 1997 nessuna bandiera e nessuno stemma sono stati ufficialmente approvati. Le proposte sono state numerose.
Due proposte sono state avanzate per la bandiera: si tratta di modifiche fatte alla bandiera dell'Unione Sovietica per rappresentare lo Stato, non il comunismo. In entrambi i casi due stelle rosse sono poste in un angolo della bandiera a rappresentare i due stati dell'Unione. La proposta per lo stemma è invece una variazione sull'aquila a due teste attualmente presente sullo stemma russo.
In entrambi i casi la scelta di un unico simbolo è costantemente rimandata in previsione di un ulteriore sviluppo dell'Unione.

### Imposta sul valore aggiunto
Bielorussia e Russia hanno introdotto un'imposta sul valore aggiunto nel paese di origine per finanziare l'Unione. A partire dal 1º gennaio 2005 l'IVA viene pagata nel paese di destinazione, come in molti altri paesi indipendenti al mondo. Questo cambiamento ha seriamente danneggiato le operazioni commerciali tra i due paesi. Il 10 febbraio 2005 gli imprenditori privati bielorussi hanno partecipato a uno sciopero di 24 ore per protestare contro la nuova applicazione dell'IVA e la politica economica di Aljaksandr Lukašėnka.

### Possibile espansione
- Abcasia: attualmente ha lo status di osservatore nelle sessioni parlamentari[11]. In alcune dichiarazioni informali i Primi Ministri delle repubbliche di Abcasia e Ossezia del Sud (attualmente riconosciute solo da Russia, Nicaragua, Venezuela e Nauru ma con la Bielorussia che si prepara a fare altrettanto) hanno manifestato il loro interesse ad aderire all'Unione[12].

L'Unione Russia-Bielorussia (in giallino),
con gli stati che hanno manifestato interesse ad aderire (verde) e altri membri della Comunità degli Stati Indipendenti (rosa).

- Kazakistan: ha manifestato interesse a formare un'unione separata con Russia e Bielorussia entro la fine del 2010[13] (poi fondata all'inizio dell'anno, come previsto), per poi eventualmente aderire all'Unione[3]. Il Kazakistan è già membro della Comunità degli Stati Indipendenti, dell'Organizzazione del trattato di sicurezza collettiva e della Comunità Economica Eurasiatica, il che fa pensare che finirà con l'entrare anche nell'Unione[14].
- Kirghizistan: nel giugno del 2007 i partiti di opposizione, coinvolti in tumulti politici, hanno indetto un referendum per partecipare all'Unione. Il presidente Bakiev ha comunque dichiarato che "il Kirghizistan non intende aderire ad alcuna confederazione"[15][16]. Nell'aprile dello stesso anno Bakiev è costretto a lasciare il paese in seguito alle proteste popolari e viene sostituito da Roza Otunbaeva.
- Moldavia: nel 2001 il presidente Vladimir Voronin ha annunciato il piano per la partecipazione della Moldavia all'Unione[17][18]. La vittoria dell'Alleanza per l'Integrazione Europea alle successive elezioni politiche (2009) ha spostato l'interesse moldavo verso l'Unione europea.
- Ossezia del Sud: attualmente ha lo status di osservatore nelle sessioni parlamentari[19]. In alcune dichiarazioni informali i Primi Ministri delle repubbliche di Abcasia e Ossezia del Sud hanno manifestato il loro interesse ad aderire all'Unione[12].
- Transnistria: nel referendum del 2006 il 97,2% della popolazione ha votato a favore dell'unificazione con la Russia. Già nella primavera del 1998 il 66,5% dei votanti transnistriani si erano espressi a favore della partecipazione all'Unione Russia-Bielorussia in un referendum non vincolante. La Transnistria non ha comunque frontiere in comune con Russia o Bielorussia e, non essendo riconosciuta da nessuno dei due paesi, una sua partecipazione all'Unione nell'immediato futuro sembra improbabile.
- Ucraina: il 30 marzo 2010 il presidente Viktor Janukovyč ha dichiarato che l'Ucraina potrebbe entrare a far parte dell'Unione[20]. Dal 2014, dopo la rottura dei rapporti diplomatici con la Russia, in seguito all'Euromaidan e all'annessione della Crimea, l'Ucraina ha abbandonato l'interesse di adesione. Le due repubbliche separatiste di Doneck e Lugansk hanno fatto domanda di adesione.

## Sviluppi recenti
Il 15 dicembre 2006 il Cremlino ha discusso gli sviluppi dell'Unione. Nel gennaio del 2007 la situazione sembra di nuovo in stallo e Lukašėnka dichiara: "Il governo russo ci ha chiesto di entrare nella Federazione Russa. Questi sono i progetti della leadership russa. Io non voglio distruggere la sovranità e l'indipendenza della Bielorussia". Ha poi aggiunto: "Dopo tutte le discussioni e i confronti, ho capito che abbiamo diversi approcci e idee sulla costruzione dell'Unione". Lukašėnka ha poi aggiunto che si sarebbe opposto alla possibilità di un'incorporazione russa della Bielorussia.
Il 19 ottobre 2007 il Primo Ministro russo Viktor Zubkov ha annunciato che il budget per l'Unione sarebbe cresciuto di "non meno del 10%" nell'anno successivo. Questo ha portato gli osservatori internazionali a pensare che il governo russo avesse rinnovato il suo interesse per il progetto.
Lukašėnka, Putin e il Presidente dell'Unione Pavel Borodin si sono incontrati a Minsk il 13 e 14 dicembre 2007: il meeting è stato seguito dai media di entrambi i paesi e ha fatto nuovamente pensare a un rinnovato interesse nell'Unione da parte dei due governi. I principali argomenti discussi sono stati la funzione del Parlamento dell'Unione (che non è mai stato realizzato) e l'ipotesi di una Costituzione che potrebbe rafforzare l'autorità dell'Unione. Secondo il Segretario di Stato Borodin, cinque versioni del testo sono state discusse all'incontro, ciascuna delle quali prevede un periodo di transizione variabile da 7 a 10 anni per lo sviluppo dell'Unione. Sono stati discussi anche i rapporti commerciali e le questioni energetiche.
Il 27 maggio 2008 Lukašėnka, in qualità di presidente del Supremo Consiglio di Stato, ha nominato Vladimir Putin presidente del Consiglio dei Ministri. Questa mossa ha fatto pensare a una trasformazione politica dell'Unione in un veicolo per gli obiettivi del Primo Ministro russo Putin, a cui è stato impedito di candidarsi per la terza volta alla carica di Presidente della Federazione Russa. Fino ad ora, la carica più importante dell'Unione è il segretario di Stato, che ne dirige le attività quotidiane. Nello stesso incontro, il Segretario di Stato dell'Unione Borodin ha annunciato che il budget del 2009 sarebbe stato di complessivi 6 o 7 miliardi di rubli russi (82,1 o 95,8 milioni di EUR), con un aumento di oltre 2 miliardi (27,3 milioni EUR) rispetto al 2008.
Il Consiglio Supremo si è riunito nuovamente il 3 febbraio 2009 a Mosca per discutere una politica economica comune di fronte alla crisi.
I rapporti economici tra i due paesi sono successivamente migliorati e l'Unione ha fatto importanti passi avanti:
- altri stati, tra i quali l'Ossezia del Sud e l'Abcasia, hanno accelerato il processo di adesione;
- altre organizzazioni internazionali, come la Comunità Economica Eurasiatica e l'Organizzazione del trattato di sicurezza collettiva, hanno ampliato la propria influenza;
- la Bielorussia ha ottenuto dalla Russia un credito di un miliardo di dollari;
- Minsk e Mosca hanno elaborato un piano comune per superare la crisi economica internazionale;
- è stata nuovamente discussa la possibilità di usare il rublo come moneta comune[26].

Il 19 febbraio 2009, l'Assemblea Parlamentare dell'Unione si è riunita. Sono stati discussi due programmi:
- la fabbricazione di una serie di macchinari agricoli;
- la creazione di un sistema ferroviario unificato entro il 2010.

Pavel Borodin ha dichiarato che l'Unione Russia-Bielorussia porterà nel lungo termine a "una nuova unione post-sovietica" che comprenderà molti paesi dell'ex Unione Sovietica.
Il 16 novembre 2010 il sito internet dell'Unione ha annunciato che la Costituzione è pronta al 99%.
Dal 2015 c'è sempre più attenzione allo sviluppo delle relazioni tra gli ex membri dell'Unione Sovietica da parte dell'Unione economica eurasiatica.